# Ука (вулкан)
Ука — потухший щитовой вулкан, расположенный в центральной части Срединного горного хребта на полуострове Камчатка, в нескольких километрах к востоку от вулкана Алнгей. Вулкан находится в верховьях рек Мутная и Ука. Форма вулканической постройки — правильный пологий конус, приближающийся к щиту. Диаметр конуса — 7 километров. Площадь 34 км². Массив 1643-метрового вулкана состоит в основном из базальта. Его относительная высота — около 800 м. Его возраст оценивается концом позднего плейстоцена — началом голоцена. Дата последнего извержения точно не датирована, но, по оценкам — голоцен.